# Escudo de Arredondo
El escudo de Arredondo es uno de los símbolos del ayuntamiento de Arredondo (Cantabria), junto a su bandera. Dicho escudo queda organizado de la manera siguiente: escudo cortado: 1.º, de oro, un árbol de sinople; 2.º, de azur, un salmón de plata. El escudo se timbra con la corona real española.
El escudo fue adoptado, conjuntamente con la bandera, en sesión plenaria celebrada por el ayuntamiento el día 30 de octubre de 1997 siendo autorizado por el Consejo de Gobierno de Cantabria el día 28 de agosto de 1998, previo informe favorable emitido por la Real Academia de la Historia.